# Albert Batteux
Pour les articles homonymes, voir Batteux.
Albert Batteux, né le 2 juillet 1919 à Reims et mort le 28 février 2003 à Grenoble, est un footballeur international français durant les années 1930-1940, reconverti entraîneur des années 1950 à 1980.
Batteux commence le football dans sa ville natale. Passé professionnel au Stade de Reims, sa carrière de joueur est handicapée par la Seconde Guerre mondiale. Après un début en seconde division, son équipe est intégrée à l'élite français pendant la guerre. À la fin du conflit, Batteux participe avec ses coéquipiers à faire de Reims un club majeur du football français en remportant le championnat puis la Coupe de France en deux ans (1949, 1950). Au soir du sacre en Coupe, la direction du club nomme Batteux entraîneur de l'équipe. Il continue de jouer en plus de ce nouveau rôle jusqu'en 1952, où une blessure le force à arrêter.
Albert Batteux entraîne donc le Stade de Reims dès 1950 et jusqu'en 1963. Durant cette période, il fait de l'équipe champenoise le meilleur club de l'hexagone, remportant cinq titres de champion et la Coupe de France 1958. Il mène également les Rémois à deux finales de la nouvelle Coupe d'Europe des champions en 1956 et en 1959 perdues face au Real Madrid. De 1955 à 1962, en plus de son rôle rémois, Batteux accepte de devenir entraîneur de l'équipe de France. Il emmène les Bleus à la troisième place de la Coupe du monde 1958 avant d'accueillir en France le premier Championnat d'Europe des nations deux ans plus tard. Après un passage au FC Grenoble en D2, il est l'entraîneur de l'AS Saint-Étienne de 1967 à 1972. Il fait de l'équipe stéphanoise ce qu'il a fait avec Reims : la rendre le meilleur club de France, obtenant quatre nouveaux titres de champion de France et deux Coupes. Il termine sa carrière avec de courtes expériences à l'Olympique avignonnais, l'OGC Nice puis à l'Olympique de Marseille.
Selon un vote du journal France Football, il est l'un des trois meilleurs entraîneurs français du XXe siècle.

## Biographie

### Joueur du Stade de Reims (1937-1950)

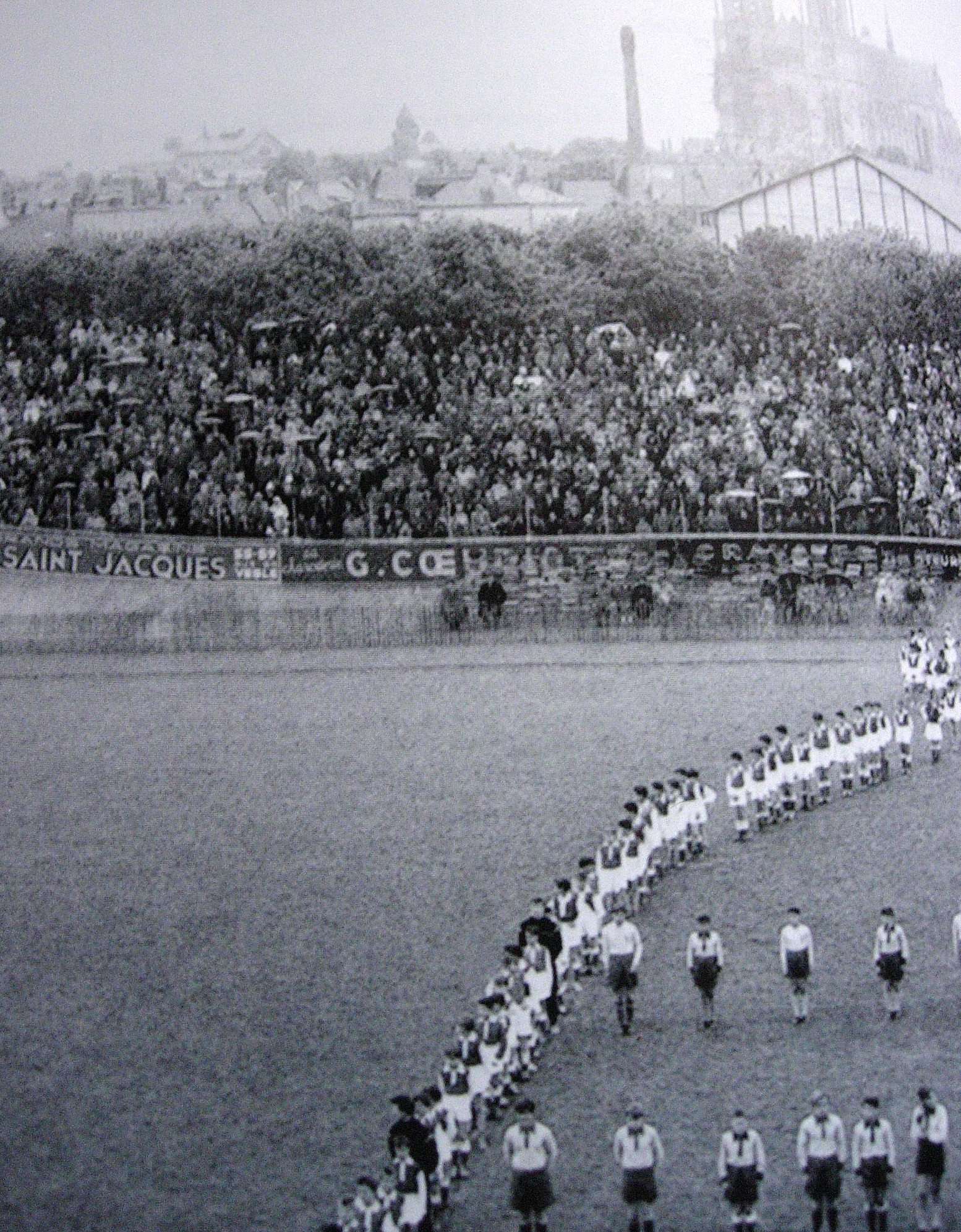
Avant la Seconde Guerre mondiale, Batteux et son équipe joue au stade vélodrome municipal de Reims.

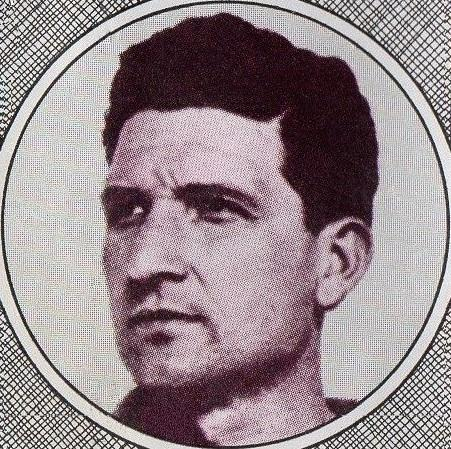
Batteux joueur au Stade de Reims.

Né au lendemain de la Première Guerre mondiale, ce fils de cheminot rémois grandit dans une famille de quatorze enfants. D'abord licencié dans un petit club de la ville, l'Énergie Club de Reims, il se fait rapidement remarquer par le Stade de Reims en 1937. Celui que ses camarades surnomment déjà « Bébert la science » pour son expertise du football n'a que dix-huit ans. Son talent balle au pied lui permet de devenir footballeur professionnel plutôt que cheminot comme son père. D’abord attaquant puis inter, la Seconde Guerre mondiale l'empêche de donner la pleine mesure de son talent de joueur. En 1937, Batteux débute en seconde division. Un an plus tard, l'équipe termine sa quatrième saison en deuxième division à la sixième place, son meilleur classement jusqu'alors, et atteint les quarts de finale de la Coupe de France, où il s'incline face à l'AS Saint-Étienne, une des meilleures équipes de l'élite,.
Durant le conflit, Reims intègre administrativement le groupe Nord de la première division et termine 3e sur dix, d'une compétition qui ne va pas à son terme. Pour le championnat sous l'Occupation allemande, Reims fait partie de la zone occupée. Quatrième sur sept équipes en 1941, Reims termine premier de sa poule en 1942. L'année suivante, Reims termine 5e d'un « groupe Nord » réunissant les clubs des anciennes zones interdite et occupée. Lors de la saison 1943-1944, seules sont autorisées en France les « équipes fédérales », créées administrativement par les autorités et dont les joueurs sont payés par l’État. Batteux fait partie de l'Équipe fédérale Reims-Champagne qui réunit le Stade de Reims, Sedan-Torcy et Troyes, sous la direction sportive d'Henri Germain. Elle ne s'incline qu'en finale de la Coupe de France et termine en milieu de tableau du championnat réunifié. L'expérience ne rencontre pas le succès espéré et dès la saison suivante, les clubs retrouvent leur indépendance - Reims termine 4e du groupe Nord.
Le club continue en première division à l'issue du conflit et s'installe dès lors et de façon durable au sommet de la compétition : il ne termine jamais les saisons au-delà de la 4e place pendant les dix premières années d'après-guerre. Emmené par son buteur Pierre Sinibaldi, le Stade est le dauphin du CO Roubaix-Tourcoing en 1947. Deux ans plus tard, c'est enfin la consécration avec le premier titre national du club grâce à une deuxième partie de saison au cours de laquelle les Rémois remportent douze de leurs quatorze derniers matchs. Durant cette saison 1948-1949, Batteux connaît toutes ses sélections internationales. L'attaquant du Stade de Reims fait ses débuts en équipe de France le 6 juin 1948, à l'occasion d'un Belgique-France (défaite 4-2). Il porte le maillot tricolore à huit reprises et porte le brassard de capitaine lors de ses quatre dernières capes. Il inscrit son seul but lors d'un match amical contre la Tchécoslovaquie, le 12 juin 1948 à Prague.
Invités à la première édition de la Coupe latine, qui réunit en Espagne les champions italien, espagnol, portugais et français dans une compétition à élimination directe, ils s'inclinent largement face au FC Barcelone. Les Rémois ne conservent pas leur titre de champion l'année suivante mais remportent pour la première fois la Coupe de France contre le Racing Club de Paris (2-0). L'entraîneur Henri Roessler démissionne en 1950. Le duo à la tête du club, formé par le directeur sportif Henri Germain et le président Victor Canard, nomme Batteux comme son successeur, sans même l'avoir consulté. Il reste alors joueur et combine les deux fonctions. Une blessure prématurée le contraint à arrêter sa carrière de joueur en 1952. À 31 ans seulement, il devient entraîneur à temps plein. « Cette blessure qui a abrégé ma carrière de joueur a été un tremplin pour ma carrière d’entraineur », explique-t-il,.

### Entraîneur au sommet avec Reims (1950-1963)

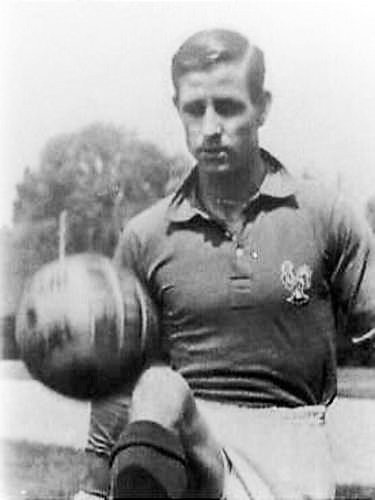
Batteux profite de l'émergence de Raymond Kopa, qu'il fait venir à Reims.

Les années d'Albert Batteux sur le banc du Stade de Reims ouvre la plus belle page de l'histoire du club et l'une des plus belles du Championnat de France.
La première saison sur le banc de Batteux est mitigée avec une quatrième place. En avril 1951, lors d'un match amical entre Angers et Reims (4-4), Batteux repère Raymond Kopa,. L'entraîneur doit négocier ardemment pour convaincre son président Henri Germain de payer les sommes importantes demandées par Angers et le joueur,,. Pour pallier l'absence de Pierre Sinibaldi, l'entraîneur Batteux pense d'abord à sortir de sa retraite de joueur pour quelques matchs mais choisit finalement de faire confiance au jeune Kopa et lui donne une place de titulaire. Malgré l'émergence de son attaquant, le Stade de Reims finit à une nouvelle quatrième place en championnat.
En 1952-1953, avec l'arrivée de Léon Glovacki, Raymond Kopa passe au poste d'avant-centre, légèrement en retrait derrière Glovacki et Bram Appel qui occupent chacun un côté de l'attaque. Le travail de Batteux porte ses fruits, à la fin de la saison, le Stade de Reims est champion de France. Les Rémois remportent le championnat sans conteste, présentant la meilleure attaque et la meilleure défense. Qualifiés à ce titre pour la Coupe latine, ils y battent Valence, puis le Milan AC époque Gre-No-Li, en finale (3-0, doublé de Kopa). Dépassés en toute fin de saison 1953-1954 par le Lille OSC, qu'ils battent en finale de la Coupe Charles Drago, les Rémois prennent leur revanche la saison suivante en remportant le championnat pour la 3e fois. En Coupe latine, organisée au Parc des Princes à Paris, ils arrachent la victoire en demi-finale face au Milan AC à l'issue d'un match marathon, grâce à un but en or inscrit à la 138e minute (3-2),. Mais ils s'inclinent en finale devant le Real Madrid CF. Ils remportent en revanche facilement la première édition du Challenge des champions face aux Lillois. En cette année 1955, Batteux se voit offrir le poste d'entraîneur de l'équipe de France, qu'il accepte d'assurer en parallèle.
En 1955, la Coupe des clubs champions européens est créée, qui devient l'objectif des dirigeants. Les Rouges et Blancs concentrent leurs efforts sur cette compétition, comme l'illustre leur dixième place en championnat, et écartent successivement les Danois d'AGF Århus, les Hongrois du Budapesti Voros Lobogo et les Écossais d'Hibernian FC, se qualifiant pour la finale où ils retrouvent le Real Madrid. Après un match épique au Parc des Princes, les Espagnols l'emportent sur le score de 4 buts à 3, alors que les Rémois ont mené au score 2-0 puis 3-2,,. La désillusion est cependant grande pour les Français, d'autant que leur meneur de jeu Raymond Kopa quitte son équipe à l'issue de la rencontre pour rejoindre Madrid, contre 52 millions de francs.

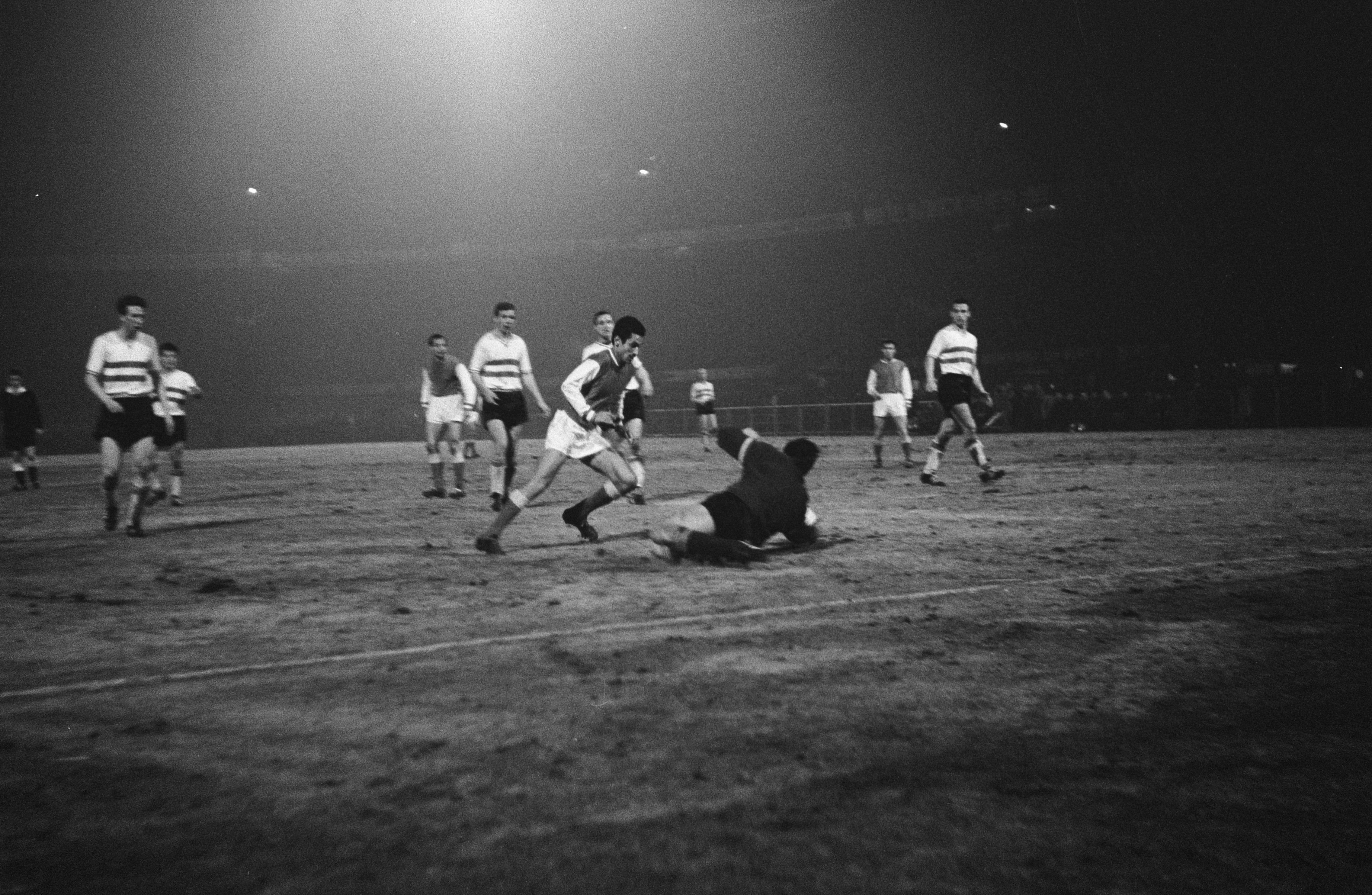
Quart de finale de C1 face au Feyenoord Rotterdam en mars 1963 (1-1).

Distancé en championnat en février 1957, les Rémois terminent finalement au 3e rang, grâce aux 30 buts du buteur venu de l'OGC Nice : Just Fontaine. Ce dernier améliore son score la saison suivante avec 34 buts en 34 matchs, contribuant largement au nouveau titre des Rouges et Blancs, qui réalisent le doublé en enlevant la Coupe de France. Reims retrouve ainsi la Coupe des champions avec une certaine ambition. Après des victoires sur le Standard de Liège et les Young Boys de Berne, Reims se qualifie pour la finale où il retrouve de nouveau le Real Madrid, triple tenant du titre. Cette fois, Raymond Kopa joue dans le camp adverse. Reims s'incline logiquement mais semble mieux digérer cette défaite, atténuée par le retour de Kopa dans l'équipe pour la saison suivante.
Reims remporte deux nouveaux titres de champion de France en 1960 et en 1962. Just Fontaine prend sa retraite à la fin de cet exercice, et Reims termine au deuxième rang la saison suivante, derrière l'AS Monaco. Les parcours décevants en Coupe d'Europe (défaite au deuxième tour en 1960-1961 face aux Anglais de Burnley FC ; en quart de finale deux ans plus tard face au Feyenoord Rotterdam) et l'indépendance de Batteux vis-à-vis des dirigeants conduisent Henri Germain, devenu seul président depuis le départ de Vincent Canard en 1953, à ne pas renouveler le contrat de l'entraîneur à la fin de la saison 1962-1963, officiellement pour des raisons budgétaires. Le départ de l'emblématique entraîneur marque la fin de l'heure de gloire du Stade de Reims et de son « football champagne », bientôt remplacés au sommet du football français par l'AS Saint-Étienne, dont Batteux est nommé entraîneur en 1967.

### Entraîneur des Bleus (1955-1962)
Avant d'être sélectionneur de l'équipe de France, Batteux dirige d'autres équipes de France : en novembre 1951, Sarre - France B (0-1), en mai 1952, France espoirs - Angleterre espoirs (7-1) et en décembre 1953, France espoirs - Luxembourg : 8-0 (réintégré depuis en match A). Dans ce dernier, la France gagne 6 à 1 au match aller à l'extérieur. Au retour, Batteux fait jouer les Espoirs, dont fait partie Just Fontaine. Les Bleus gagnent 8-0, Fontaine marque trois fois pour sa première sélection.

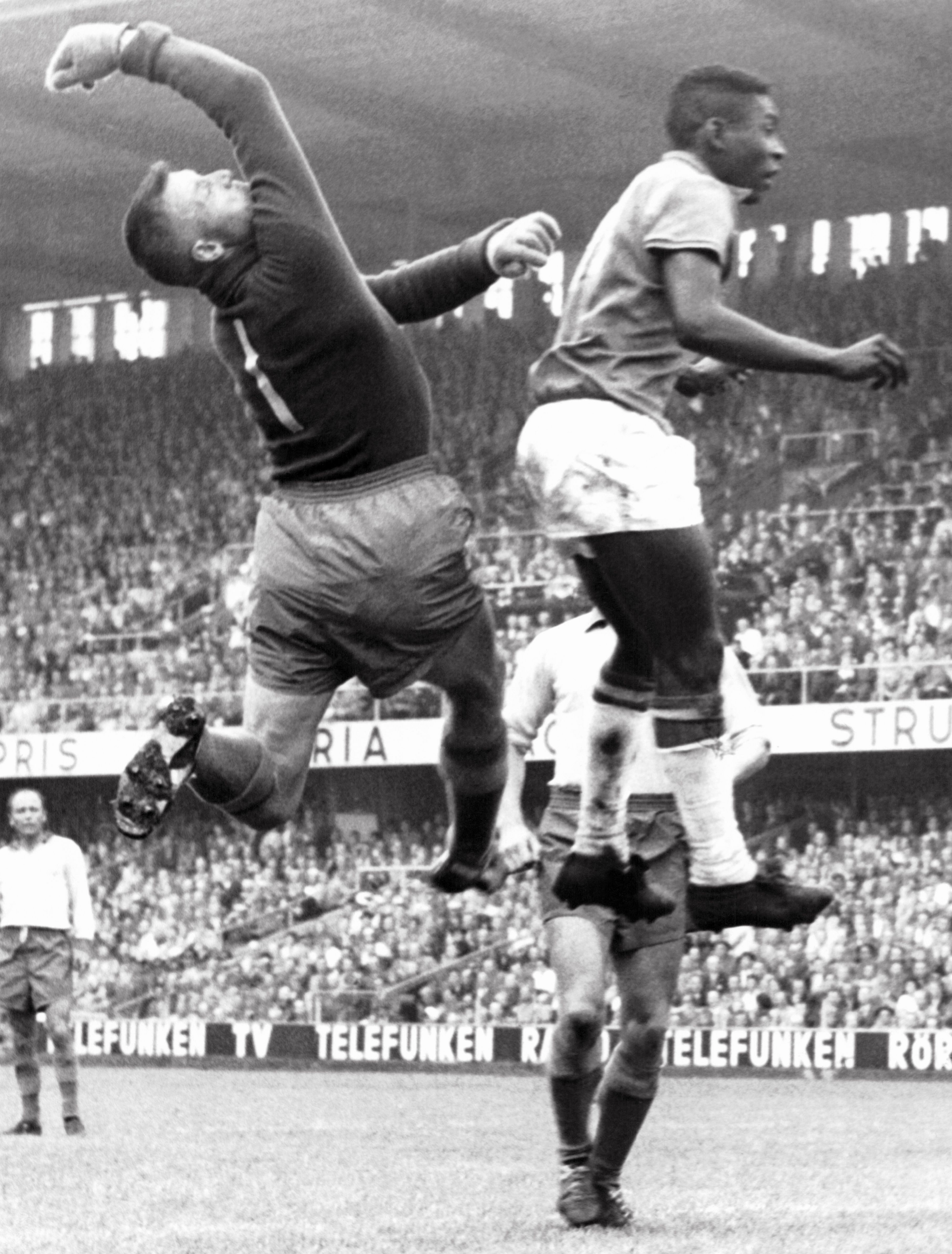
Seul le Brésil de Pelé (à droite), futur vainqueur, arrête la France en 1958.

Après une Coupe du monde 1954 ratée, Albert Batteux est nommé sélectionneur, en parallèle de son boulot de coach au Stade de Reims à la suite de la démission de Jules Bigot.. Son premier match a lieu face à l'Espagne. Le jour de la rencontre, l'ancien sélectionneur Gabriel Hanot écrit dans les colonnes de L'Équipe « qu'une défaite par quatre buts d'écart serait normale et qu'une victoire est impossible ». Le début de match va dans le sens du pessimisme de Hanot et Gaínza ouvre le score pour l'Espagne. La France manque de créativité et d'inspiration dans le domaine offensif. Jusqu'à ce que Batteux repositionne Raymond Kopa. Exilé sur le côté droit, le joueur du Stade de Reims se place dans l'axe et prend alors le jeu à son compte, en véritable meneur. Kopa fait gagner la France avec deux buts (plus un valable refusé sur hors-jeu) et confie plus tard « Je pense que ça a été le meilleur match de ma carrière en équipe de France ».
Lors du Mondial 1958, à une époque où les Bleus ne sont qu'une équipe mineure par rapport à leurs voisins anglais, belges et allemands, Batteux amène les Bleus en demi-finale. L'équipe de France connaît son apogée, en atteignant la troisième place du tournoi. Just Fontaine marque 13 des 23 buts de l'équipe française. Cela commence le 8 juin par une victoire 7-3 (alors que menée 2-3) contre le Paraguay. Le 11 juin, les Bleus perdent de peu 2-3 contre la Yougoslavie mais obtiennent la première place du groupe 2 après une victoire 2-1 contre l'Écosse. En quarts de finale, les Bleus ne font qu'une bouchée de l'Irlande du Nord 4-0. En demi-finale, disputée le 24 juin à Stockholm, la France affronte le Brésil de Pelé, et s'incline 2-5, handicapée par la blessure du défenseur central Jonquet. Elle termine toutefois sur le podium grâce à un succès 6-3 sur la République fédérale d'Allemagne (avec notamment un quadruplé de Fontaine). La France termine meilleure attaque de la compétition.
Le premier Championnat d'Europe des nations est organisé en France en 1960. La formule prévoit alors des huitièmes et quarts de finale considérés comme des éliminatoires, et une phase finale avec seulement quatre pays. Après avoir sorti la Grèce et l'Autriche, l'équipe de France se présente à l'Euro 60 en tant que favorite avec le trio Kopa-Fontaine-Vincent et la troisième place au Mondial 58. La demi-finale se joue contre la Yougoslavie au Parc des Princes. Les Bleus mènent 2-0 puis 3-1 mais encaissent trois buts coup sur coup et s'inclinent (3-4). Une grosse désillusion pour l'équipe d'Albert Batteux qui, dans la foulée, manque la qualification à la Coupe du monde 1962. Batteux laisse le poste d'entraîneur de la sélection à Henri Guérin le 17 juillet 1962. Depuis le 30 octobre 1960, Georges Verriest exerce la fonction de sélectionneur de l'équipe de France.

### Quatre années sur le banc grenoblois (1963-1967)
Quand il arrive à Grenoble en 1963, son aura est immense et son palmarès impressionnant : cinq titres de champion de France et deux finales de coupe d’Europe avec le grand Stade de Reims. Grenoble, à l’époque, c’est donc un tout autre univers pour Albert Batteux. Car l'équipe a du mal à quitter la deuxième division. « Pour nous, c’était une chance inouïe ».

### Roi de France avec Saint-Étienne (1967-1972)

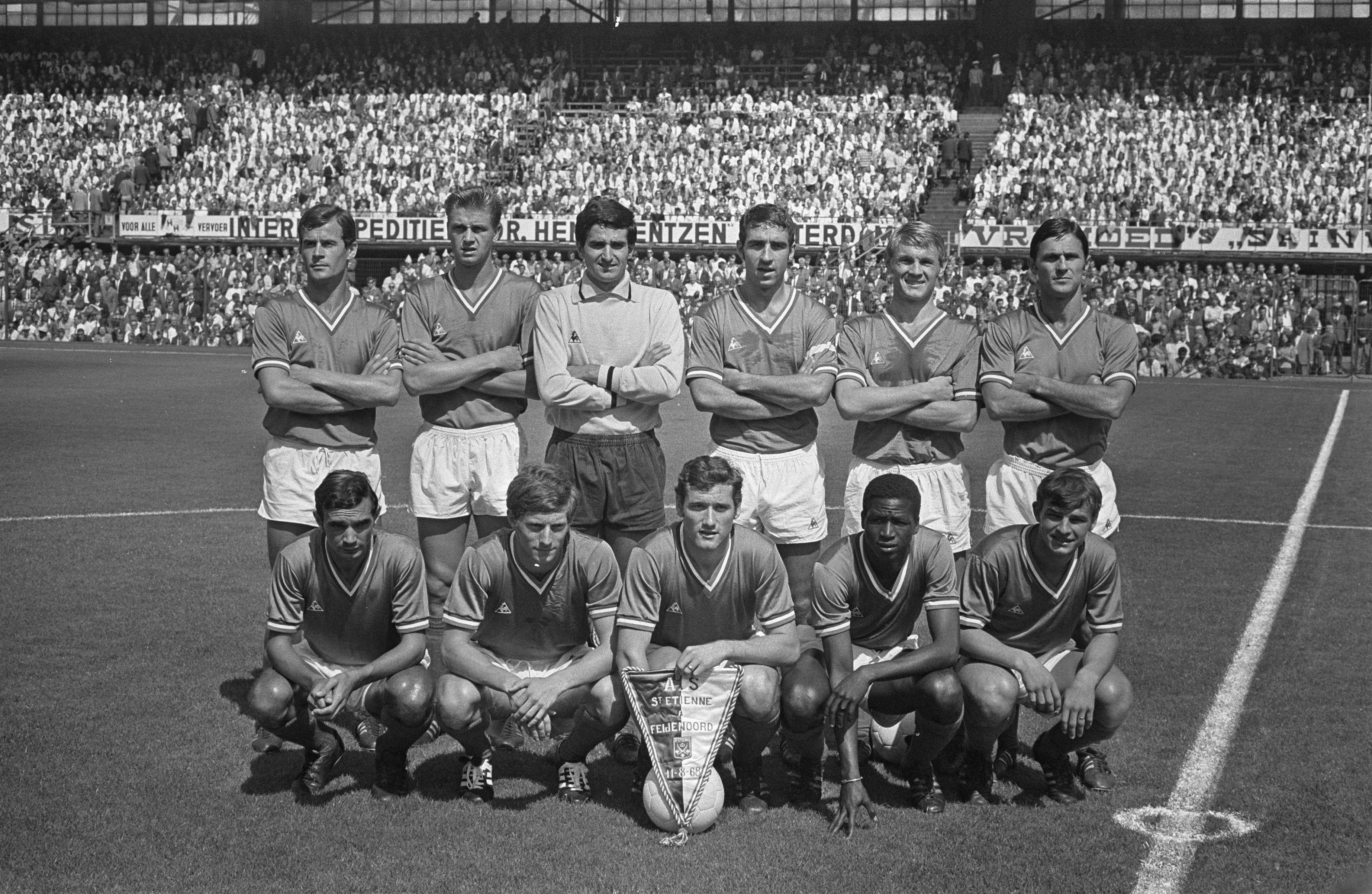
L'équipe stéphanoise en 1968.

En 1967, quand Jean Snella décide de quitter l’ASSE pour le Servette Genève, Batteux l’appelle. Une amitié solide lie les deux techniciens, adeptes tous deux du beau jeu. Snella parle au Président Roger Rocher et tous deux se donnent rendez-vous à l’aéroport de Lyon. Les deux hommes s’estiment mutuellement. Batteux raconte : « Tout a été rapidement réglé, j’ai accepté tout de suite les propositions de Rocher. (...) Snella m’a expliqué comment il travaillait, m’a donné des renseignement sur l’équipe ».
Les débuts stéphanois de Batteux sont remarqués. Il prend sous son aile Salif Keïta, qui arrive et partira en même temps que lui dans le Forez où il devient une icône. Insatisfait du capitaine Rachid Mekloufi, il donne le brassard à Robert Herbin. Car selon Batteux : « Le capitaine n’est pas forcément le meilleur joueur. C’est un symbole. C’est celui qui représente le mieux l’équipe, qui l’entraîne et qui doit être exemplaire à tous les égards ». Dans la continuité de Snella dans le jeu et alors qu’il est attendu au tournant, Batteux confirme le titre de 1967 en remportant le championnat 1968 avec onze points d’avance sur son dauphin, l'OGC Nice, avec évidemment la meilleure attaque et la meilleure défense. Du jamais vu jusque-là. Quelques semaines auparavant, l’ASSE remporte la Coupe de France en disposant de Bordeaux (2-1) avec deux buts de Mekloufi dont ce sont les adieux. Il offre ainsi le premier doublé de l’histoire du club.
Suivent aussi deux nouveaux titres (1969, 1970) et un autre doublé en 1970 grâce à une large victoire en finale de Coupe de France face au FC Nantes (5-0). Sur la scène européenne, par contre, il n’a pas pu rééditer les performances accomplies avec le Stade de Reims malgré des exploits sans lendemain comme une qualification magique en 1969 face au Bayern Munich avec une victoire 3-0 au retour au stade Geoffroy-Guichard après avoir été étrillé 2-0 en Bavière. Il reçoit l'Oscar (sponsorisé par Byrrh) du meilleur entraîneur de D1 en 1970.
À l'orée des années 1970, l'équipe stéphanoise est de loin la plus forte du pays, l'ASSE marche sur le championnat, les titres sont là et pourtant, le climat se dégrade dans le Forez. L’affaire Carnus-Bosquier éclate et est à l’origine du divorce entre Rocher et Batteux : Albert prend en effet la défense de ses joueurs face au Président. Ce dernier n’approuve plus ses méthodes d’entraînement, qu'il juge trop laxistes. Le contrat de l’entraîneur touchant à sa fin en 1972, Roger Rocher ne le renouvelle pas,.

### Dernières saisons sur le banc

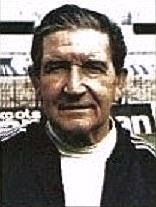
A. Batteux à l'OM (1980).

En 1976, Batteux prend les rênes de l'Olympique avignonnais tout juste relégué en Division 2. Au terme de la saison, il ne peut obtenir que la 4e place, insuffisante pour remonter, et quitte le club.
En février 1979, il prend la suite de Koczur Ferry sur le banc de l'OGC Nice qu'il amène à la quinzième place finale de D1.
En septembre 1980, Batteux arrive à l'Olympique de Marseille alors que le club vient d'être relégué en D2. La saison 1980-1981 est la saison noire du club, placé en liquidation judiciaire en avril 1981. Tous les joueurs et le personnel sont mis au chômage.

### Après-carrière
Lors de la finale de Coupe des champions 1976 entre Saint-Étienne et le Bayern Munich, Batteux est commentateur pour Radio-Luxembourg aux côtés du reporter.
Albert Batteux meurt vendredi 28 février 2003 à Grenoble, à l'âge de 83 ans, des suites de la maladie d'Alzheimer. Quatre cents personnes lui rendent un dernier hommage en l'église Notre-Dame de Plaine Fleurie à Meylan. De nombreuses vedettes du football français, les anciens entraîneurs de l'équipe de France Aimé Jacquet et Michel Hidalgo, qui portent son cercueil, l'actuel sélectionneur des Bleus d'alors Jacques Santini, d'anciennes vedettes du stade de Reims comme Raymond Kopa et Just Fontaine, de Saint-Étienne, comme Robert Herbin, ou encore de Lyon avec Bernard Lacombe, assiste à la bénédiction émouvante.
Une tribune du nouveau stade Auguste-Delaune porte son nom depuis 2008.  
Un des stades de la ville de Meylan, proche de Grenoble porte son nom. Ce stade abrite le club de l'Entente Sportive du Rachais.

## Décoration
- Officier de l'ordre du Mérite sportif‎ (1958)[35]

## Style: jeu à la rémoise

En tant que joueur, Batteux évolue comme inter.

En tant que joueur, après avoir débuté comme attaquant, Albert Batteux est un inter à la technique subtile, dribbleur et passeur de talent et tacticien intelligent. En 1950, il est à la fois entraîneur mais continue de jouer. Avant de devenir entraîneur à 31 ans, il est capitaine de l'équipe.
Lorsque Batteux devient entraîneur du Stade de Reims, il met progressivement en place un style de jeu qu'on appellera « jeu à la rémoise », un jeu offensif, très technique en petite passe rapide, est né, à l'opposé du jeu physique en vogue jusqu'alors. Les équipes de Batteux pratique un jeu court, offensif, porté vers l’avant et où le spectacle tient une large place. « Il demandait du jeu, il voulait que le physique soit au service de la technique et du jeu » dit de lui Michel Hidalgo. Adepte du jeu court, favorisant les redoublement de passe et les une-deux, il n’a qu’un seul leitmotiv : « concevoir le jeu de manière que le talent du joueur s'épanouisse ». La préparation physique ne fait pas partie des priorités du technicien français.

## Statistiques

### Joueur
| Saison                | Club                  | Championnat           | Championnat | Championnat | Coupe(s) nationale(s) | Coupe(s) nationale(s) | France | France | Total | Total |
| Saison                | Club                  | Division              | M.          | B.          | M.                    | B.                    | M.     | B.     | M.    | B.    |
| 1937-1938             | Stade de Reims        | D2                    | 26          | 9           | 2                     | 0                     | -      | -      | 28    | 9     |
| 1938-1939             | Stade de Reims        | D2                    | 35          | 10          | 6                     | 1                     | -      | -      | 41    | 11    |
| 1939-1940             | Stade de Reims        | D1                    | -           | -           | -                     | -                     | -      | -      | 0     | 0     |
| 1940-1941             | Stade de Reims        | D1                    | -           | -           | -                     | -                     | -      | -      | 0     | 0     |
| 1941-1942             | Stade de Reims        | D1                    | -           | -           | -                     | -                     | -      | -      | 0     | 0     |
| 1942-1943             | Stade de Reims        | D1                    | -           | -           | 2                     | 0                     | -      | -      | 2     | 0     |
| 1943-1944             | ÉF Reims-Champagne    | D1                    | -           | -           | 4                     | 1                     | -      | -      | 4     | 1     |
| 1944-1945             | Stade de Reims        | D1                    | -           | -           | 2                     | 0                     | -      | -      | 2     | 0     |
| 1945-1946             | Stade de Reims        | D1                    | 27          | 2           | 1                     | 0                     | -      | -      | 28    | 2     |
| 1946-1947             | Stade de Reims        | D1                    | 26          | 1           | 4                     | 0                     | -      | -      | 30    | 1     |
| 1947-1948             | Stade de Reims        | D1                    | 34          | 8           | 4                     | 1                     | 2      | 1      | 40    | 10    |
| 1948-1949             | Stade de Reims        | D1                    | 34          | 6           | 3                     | 0                     | 6      | 0      | 43    | 6     |
| 1949-1950             | Stade de Reims        | D1                    | 14          | 1           | 5                     | 0                     | -      | -      | 19    | 1     |
| 1950-1951             | Stade de Reims        | D1                    | 14          | 0           | -                     | -                     | -      | -      | 14    | 0     |
| 1951-1952             | Stade de Reims        | D1                    | 19          | 1           | 3                     | 0                     | -      | -      | 22    | 1     |
| Total sur la carrière | Total sur la carrière | Total sur la carrière | 229         | 38          | 36                    | 3                     | 8      | 1      | 273   | 42    |

### Sélections internationales
| Date       | Lieu      | Adversaire      | Score | Note        |
| ---------- | --------- | --------------- | ----- | ----------- |
| 06/06/1948 | Bruxelles | Belgique        | 4-2   | -           |
| 12/06/1948 | Prague    | Tchécoslovaquie | 0-4   | But inscrit |
| 17/10/1948 | Colombes  | Belgique        | 3-3   | -           |
| 23/04/1949 | Rotterdam | Pays-Bas        | 4-1   | -           |
| 27/04/1949 | Glasgow   | Écosse          | 2-0   | Capitaine   |
| 22/05/1949 | Colombes  | Angleterre      | 1-3   | Capitaine   |
| 04/06/1949 | Colombes  | Suisse          | 4-2   | Capitaine   |
| 19/06/1949 | Colombes  | Espagne         | 1-5   | Capitaine   |

### Entraîneur
| Saison                | Club                   | Championnat | Championnat | Championnat | Championnat | Championnat | Coupe de France Coupe Charles Drago | Coupe de France Coupe Charles Drago | Coupe de France Coupe Charles Drago | Coupe de France Coupe Charles Drago | Coupe de France Coupe Charles Drago | Coupe d'Europe | Coupe d'Europe | Coupe d'Europe | Coupe d'Europe | Coupe d'Europe | Total | Total | Total | Total |
| Saison                | Club                   | M           | V           | N           | D           | Rang        | M                                   | V                                   | N                                   | D                                   | Rang                                | M              | V              | N              | D              | Rang           | M     | V     | N     | D     |
| --------------------- | ---------------------- | ----------- | ----------- | ----------- | ----------- | ----------- | ----------------------------------- | ----------------------------------- | ----------------------------------- | ----------------------------------- | ----------------------------------- | -------------- | -------------- | -------------- | -------------- | -------------- | ----- | ----- | ----- | ----- |
| 1950-1951             | Stade de Reims         | 34          | 15          | 10          | 9           | 4e D1       | 1                                   | 0                                   | 0                                   | 1                                   | 1/32 CDF                            | -              | -              | -              | -              | -              | 35    | 15    | 10    | 10    |
| 1951-1952             | Stade de Reims         | 34          | 16          | 6           | 12          | 4e D1       | 3                                   | 1                                   | 1                                   | 1                                   | 1/16 CDF                            | -              | -              | -              | -              | -              | 37    | 17    | 7     | 13    |
| 1952-1953             | Stade de Reims         | 34          | 22          | 4           | 8           | 1er D1      | 1 2                                 | 0 1                                 | 0                                   | 1                                   | 1/32 CDF 2èT CCD                    | -              | -              | -              | -              | -              | 37    | 23    | 4     | 10    |
| 1953-1954             | Stade de Reims         | 34          | 18          | 10          | 6           | 2e D1       | 2 5                                 | 1 5                                 | 0                                   | 1 0                                 | 1/16 CDF Vainq CCD                  | -              | -              | -              | -              | -              | 41    | 24    | 10    | 7     |
| 1954-1955             | Stade de Reims         | 34          | 19          | 6           | 9           | 1er D1      | 3 2                                 | 2 1                                 | 0                                   | 1                                   | 1/8 CDF 1/4 CCD                     | -              | -              | -              | -              | -              | 39    | 22    | 6     | 11    |
| 1955-1956             | Stade de Reims         | 34          | 13          | 8           | 13          | 10e D1      | 5                                   | 3                                   | 1                                   | 1                                   | 1/4 CDF                             | 7              | 4              | 2              | 1              | Finale C1      | 46    | 20    | 11    | 15    |
| 1956-1957             | Stade de Reims         | 34          | 18          | 7           | 9           | 3e D1       | 2 1                                 | 1 0                                 | 0                                   | 1                                   | 1/16 CDF 2èT CCD                    | -              | -              | -              | -              | -              | 37    | 19    | 7     | 11    |
| 1957-1958             | Stade de Reims         | 34          | 22          | 4           | 8           | 1er D1      | 7                                   | 6                                   | 1                                   | 0                                   | Vainq CDF                           | -              | -              | -              | -              | -              | 41    | 28    | 5     | 8     |
| 1958-1959             | Stade de Reims         | 38          | 19          | 10          | 9           | 4e D1       | 3 1                                 | 2 0                                 | 0                                   | 1                                   | 1/8 CDF 1/8 CCD                     | 9              | 6              | 0              | 3              | Finale C1      | 51    | 27    | 10    | 14    |
| 1959-1960             | Stade de Reims         | 38          | 26          | 8           | 4           | 1er D1      | 5                                   | 4                                   | 0                                   | 1                                   | 1/2 CDF                             | -              | -              | -              | -              | -              | 43    | 30    | 8     | 5     |
| 1960-1961             | Stade de Reims         | 38          | 23          | 4           | 11          | 3e D1       | 4 1                                 | 3 0                                 | 0                                   | 1                                   | 1/4 CDF 1/4 CCD                     | 4              | 3              | 0              | 1              | 1/8 C1         | 47    | 29    | 4     | 14    |
| 1961-1962             | Stade de Reims         | 38          | 21          | 6           | 11          | 1er D1      | 4 1                                 | 3 0                                 | 0                                   | 1                                   | 1/4 CDF 1/4 CCD                     | -              | -              | -              | -              | -              | 43    | 24    | 6     | 13    |
| 1962-1963             | Stade de Reims         | 38          | 19          | 9           | 10          | 2e D1       | 5                                   | 4                                   | 0                                   | 1                                   | 1/2 CDF                             | 4              | 1              | 1              | 2              | 1/4 C1         | 47    | 24    | 10    | 13    |
| Sous-total            | Sous-total             | 462         | 251         | 92          | 119         | -           | 58                                  | 37                                  | 3                                   | 18                                  | -                                   | 24             | 14             | 3              | 7              | -              | 544   | 302   | 98    | 144   |
| 1963-1964             | FC Grenoble            | 34          | 14          | 11          | 9           | 6e D2       | 2                                   | 1                                   | 0                                   | 1                                   | 1/32 CDF 2èT CCD                    | -              | -              | -              | -              | -              | 38    | 16    | 11    | 11    |
| 1964-1965             | FC Grenoble            | 30          | 12          | 7           | 11          | 7e D2       | 2 1                                 | 1 0                                 | 0                                   | 1                                   | 1/32 CDF 1erT CCD                   | -              | -              | -              | -              | -              | 33    | 13    | 7     | 13    |
| 1965-1966             | FC Grenoble            | 36          | 16          | 7           | 13          | 10e D2      | 2                                   | 1                                   | 0                                   | 1                                   | 1/32 CDF                            | -              | -              | -              | -              | -              | 38    | 17    | 7     | 14    |
| 1966-1967             | FC Grenoble            | 34          | 11          | 11          | 12          | 10e D2      | 3                                   | 2                                   | 0                                   | 1                                   | 1/16 CDF                            | -              | -              | -              | -              | -              | 37    | 13    | 11    | 13    |
| Sous-total            | Sous-total             | 134         | 53          | 36          | 45          | -           | 12                                  | 6                                   | 0                                   | 6                                   | -                                   | -              | -              | -              | -              | -              | 146   | 59    | 36    | 51    |
| 1967-1968             | AS Saint-Étienne       | 38          | 24          | 9           | 5           | 1er D1      | 7                                   | 6                                   | 1                                   | 0                                   | Vainq CDF                           | 4              | 3              | 0              | 1              | 1/8 C1         | 49    | 33    | 10    | 6     |
| 1968-1969             | AS Saint-Étienne       | 34          | 24          | 5           | 5           | 1er D1      | 4                                   | 2                                   | 1                                   | 1                                   | 1/8 CDF                             | 2              | 1              | 0              | 1              | 1erT C1        | 40    | 27    | 6     | 7     |
| 1969-1970             | AS Saint-Étienne       | 34          | 25          | 6           | 3           | 1er D1      | 10                                  | 7                                   | 2                                   | 1                                   | Vainq CDF                           | 4              | 1              | 0              | 3              | 1/8 C1         | 48    | 33    | 8     | 7     |
| 1970-1971             | AS Saint-Étienne       | 38          | 20          | 11          | 7           | 2e D1       | 4                                   | 3                                   | 0                                   | 1                                   | 1/8 CDF                             | 2              | 1              | 0              | 1              | 1/16 C1        | 44    | 24    | 11    | 9     |
| 1971-1972             | AS Saint-Étienne       | 38          | 20          | 4           | 14          | 6e D1       | 2                                   | 1                                   | 0                                   | 1                                   | 1/16 CDF                            | 2              | 0              | 1              | 1              | 1/32 C3        | 42    | 21    | 5     | 16    |
| Sous-total            | Sous-total             | 182         | 113         | 35          | 34          | -           | 27                                  | 19                                  | 4                                   | 4                                   | -                                   | 14             | 6              | 1              | 7              | -              | 223   | 138   | 40    | 45    |
| 1976-1977             | Olympique avignonnais  | 34          | 15          | 10          | 9           | 4èGr D2     | 5                                   | 3                                   | 1                                   | 1                                   | 1/16 CDF                            | -              | -              | -              | -              | -              | 39    | 18    | 11    | 10    |
| 1978-1979             | OGC Nice               | 14          | 5           | 4           | 5           | 15e D1      | 5                                   | 2                                   | 1                                   | 2                                   | 1/8 CDF                             | -              | -              | -              | -              | -              | 19    | 7     | 5     | 7     |
| 1980-1981             | Olympique de Marseille | 18          | 10          | 1           | 7           | 6èGr D2     | 1                                   | 0                                   | 0                                   | 1                                   | 6èT CDF                             | -              | -              | -              | -              | -              | 19    | 10    | 1     | 8     |
| Total sur la carrière | Total sur la carrière  | 844         | 447         | 178         | 219         | -           | 108                                 | 67                                  | 9                                   | 32                                  | -                                   | 38             | 20             | 4              | 14             | -              | 990   | 534   | 191   | 265   |

## Palmarès

### Joueur
- Championnat de France (1)
  - Champion : 1949
  - Champion « Zone Occupée » : 1942[note 3]
  - Vice-champion : 1947
- Coupe de France (1)
  - Vainqueur : 1950
  - Finaliste : 1944 avec l'équipe fédérale Reims-Champagne
- Challenge des champions (1)
  - Vainqueur : 1949 (non officiel)

### Entraîneur
- Coupe du monde
  - Troisième : 1958 avec l'équipe de France
- Coupe des champions
  - Finaliste : 1956 et 1959 avec le Stade de Reims
- Championnat de France (8)
  - Champion : 1953, 1955, 1958, 1960 et 1962 avec le Stade de Reims ; 1968, 1969 et 1970 avec l'AS Saint-Étienne
  - Vice-champion : 1954, 1963 avec le Stade de Reims et 1971 avec l'AS Saint-Étienne
- Coupe de France (3)
  - Vainqueur : 1958 avec le Stade de Reims ; 1968 et 1970 avec l'AS Saint-Étienne
- Coupe latine (1)
  - Vainqueur : 1953 avec le Stade de Reims
  - Finaliste : 1955 avec le Stade de Reims
- Coupe Mohammed V (1)
  - Vainqueur : 1962 avec le Stade de Reims
- Coupe Charles Drago (1)
  - Vainqueur : 1954 avec le Stade de Reims
- Challenge des champions (5)
  - Vainqueur : 1955, 1958, 1960 avec le Stade de Reims et 1968 et 1969 avec l'AS Saint-Étienne
  - Finaliste en 1970 avec l'AS Saint-Étienne